# Résolution 361 du Conseil de sécurité des Nations unies
Membres permanents
- Chine
- États-Unis
- France
- Royaume-Uni
- URSS

Membres non permanents
- Australie
- Autriche
- RSS de Biélorussie
- Cameroun
- Costa Rica
- Indonésie
- Iraq
- Kenya
- Mauritanie
- Pérou

Résolution no 360 Résolution no 362

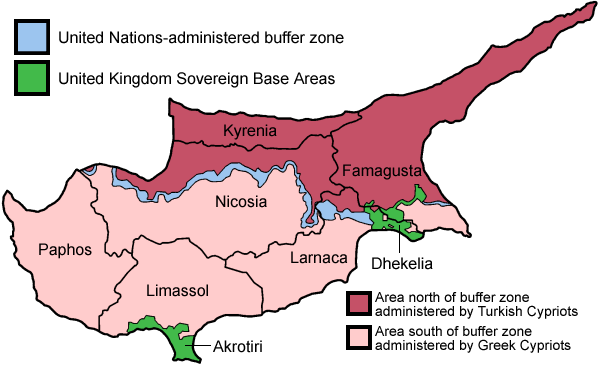
Carte des districts de Chypre

La résolution 361 du Conseil de sécurité des Nations unies fut adoptée à l'unanimité le 30 août 1974. Après avoir rappelé les résolutions antérieures et noté les conditions humanitaires désastreuses à Chypre ainsi que les actions du Haut-Commissariat des Nations Unies pour les réfugiés, le Conseil a remercié le secrétaire général Kurt Waldheim pour le rôle qu'il a joué dans la réalisation des pourparlers entre les dirigeants des deux communautés et a salué chaleureusement cette évolution.
Le Conseil s'est déclaré profondément préoccupé par le sort des réfugiés et a appelé toutes les parties à faire tout ce qui était en leur pouvoir pour atténuer les souffrances humaines et garantir le respect des droits fondamentaux de l'homme. Le Conseil demande ensuite au secrétaire général de soumettre un rapport sur la situation, et de continuer de fournir une aide humanitaire d'urgence à toutes les populations de l'île. 
La résolution se termine en demandant à toutes les parties, en signe de bonne foi, de prendre des mesures susceptibles de promouvoir des négociations complètes et fructueuses et a réitéré un appel à toutes les parties à coopérer pleinement avec la Force des Nations unies chargée du maintien de la paix à Chypre.

## Texte
- Résolution 361 sur fr.wikisource.org
- Résolution 361 sur en.wikisource.org